# Barefoot in Athens
Barefoot in Athens és un telefilm de 1966 dirigit per George Schaefer i protagonitzat per Peter Ustinov, Geraldine Page, Anthony Quayle, Lloyd Bochner i, en el seu debut en el cinema, Christopher Walken. La pel·lícula va ser adaptada per Robert Hartung de l'obra de Maxwell Anderson del mateix nom que consisteix en el judici i els últims dies de Sòcrates.
Ustinov va guanyar un Premi emmy per la seva actuació a la pel·lícula.

## Argument
Basada en l'obra de Maxwell Anderson, aquest drama fet per la televisió descriu els darrers dies del gran filòsof grec Sòcrates. Destacra el paper de Socrates, que amenaça els polítics corruptes d'Atenes que volen assegurar el seu silenci permanent.

## Repartiment
- Peter Ustinov - Sòcrates
- Geraldine Page - Xantipa
- Anthony Quayle - Pausànies
- Lloyd Bocher - Críties
- Christopher Walken — Lamprocles
- Eric Berry - Mèlet
- Frank Griso - Lisis